# Netelia recta
Netelia recta är en stekelart som beskrevs av Henry Keith Townes, Jr. 1939. Netelia recta ingår i släktet Netelia och familjen brokparasitsteklar. Inga underarter finns listade i Catalogue of Life.